# Garantie des vices cachés en droit français
 (mars 2016).
Si vous disposez d'ouvrages ou d'articles de référence ou si vous connaissez des sites web de qualité traitant du thème abordé ici, merci de compléter l'article en donnant les références utiles à sa vérifiabilité et en les liant à la section « Notes et références ».
La garantie des vices cachés en France protège l’acheteur contre les vices cachés qui dégradent totalement ou de façon si importante les qualités de la chose vendue qu’il n’aurait pas contracté.
Le vice caché est un défaut rendant la chose impropre à l’usage, il a un caractère pathologique dans la chose — qui reste celle prévue au contrat mais est en mauvais état.
L’article 1641 du code civil énonce que « le vendeur est tenu de la garantie à raison des défauts cachés de la chose vendue qui la rendent impropre à l'usage auquel on la destine, ou qui diminuent tellement cet usage, que l'acheteur ne l'aurait pas acquise, ou n'en aurait donné qu'un moindre prix, s'il les avait connus ».
Depuis 1985 environ, vice caché et défaut de conformité sont clairement distingués par la jurisprudence puis par la législation. 

## Historique
La théorie des vices cachés existe depuis le droit romain, où la distinction action rédhibitoire/action estimatoire était déjà présente.
Elle fut l’œuvre des édiles curules, s'appliquant initialement aux ventes d’esclaves. Les vendeurs y étant d’une malhonnêteté proverbiale et étaient présumés de mauvaise foi si l’esclave avait un vice qu’ils prétendaient ignorer. De surcroît, les vendeurs étant le plus souvent des Orientaux tandis que les acquéreurs étaient Romains, que l'édile cherchait donc à protéger. Ces origines spécifiques ont donc imprimé certains traits à la théorie.
Dans le Code civil, qui a repris la tradition romaine, la garantie a pour objet le vice caché qui compromet l’utilité de la chose. Elle permet à l’acheteur d’obtenir selon son choix soit une résolution de la vente, soit une diminution du prix. Ces règles n’ont qu’un caractère supplétif, que la convention peut donc écarter. 
Dans la pratique contemporaine des affaires, la garantie est devenue un élément de la politique commerciale, que l’on appelle parfois le marketing. Les commerçants multiplient dans leurs contrats des clauses de garantie, souvent différentes de la garantie légale. Lorsqu’elles sont conclues entre un professionnel et un consommateur, elles sont dépourvues d’effets quand elles restreignent la garantie légale. 
À l’égard des vices cachés la législation contemporaine devient préventive, ce qui explique les « diagnostics techniques » préalables que le vendeur doit désormais communiquer à l’acheteur (amiante, termites, plomb, énergie, assainissement, pollution, sites classés, etc.) à peine de nullité ou d’une aggravation de la garantie. Ces documents sont prévus dans d’autres codes que le Code civil (ex. : CCH, C. sant. pub., C. environnement, etc.).

## Cas dans lesquels la garantie des vices cachés peut trouver application
La garantie des vices cachés s’applique à tous les biens dans le commerce (qu’ils soient corporels ou incorporels, meubles ou immeubles, neufs ou d’occasion). [réf. souhaitée]
Elle est applicable que le vendeur soit professionnel ou non, que le contrat soit écrit ou non, que le bien soit neuf ou d’occasion et même à défaut du paiement par l'acheteur de la totalité du prix.

## Cas dans lesquels la garantie des vices cachés ne s'applique pas

### Exclusions légales
Certaines ventes sont cependant légalement exclues de la garantie des vices cachés :
- la vente d’animaux « ruraux », qui relève du code rural et ne sont pas garanties contre les vices cachés par défaut ;
- la vente d’immeuble à construire, car c’est un régime spécial (prévu par le code civil) qui s’applique et qui prévoit la responsabilité des constructeurs ;
- les ventes faites par autorité de justice, dans la mesure où la personne n'a pas librement consenti à la vente et ne doit dès lors pas être tenue de la garantir.

### Exclusions conventionnelles
Le Code civil énonce que « le vendeur est tenu des vices cachés, à moins qu’il n’ait exclu toute garantie ». La clause exclusive de garantie n’est cependant valable que si le vendeur ne connaissait pas le vice (bonne foi), sinon la clause est nulle (article 1643 du Code civil). Or la jurisprudence est très sévère envers les vendeurs professionnels.
Depuis les années 1950, elle considère que le vendeur doit connaître les vices cachés des produits qu’il vend ; mais alors qu’auparavant la mauvaise foi était une présomption simple en cas de vice caché (le vendeur pouvait apporter la preuve contraire de sa mauvaise foi) elle est désormais présumée de façon irréfragable : le vendeur ne peut plus apporter la preuve contraire de sa mauvaise foi, il est tenu de connaître les vices cachés de ce qu’il vend.
Entre acheteur et vendeur professionnel de la même spécialité, la jurisprudence considère que les deux parties sont sur un pied d’égalité et elle admet donc la validité de la clause exclusive de garantie. La jurisprudence semble avoir une conception de plus en plus large de la notion d’activité identique ou similaire (par exemple, un garage et une entreprise de BTP ont été considérés comme ayant des moyens de contrôles comparables). Quelques arrêts ont cependant annulé une clause exclusive de garantie des vices cachés entre professionnels pourtant de même spécialité, car le vice était caractérisé « d’indécelable ».
Il est fréquent que les vendeurs prévoient des garanties conventionnelles telles qu’un Service Après Vente pendant un ou deux ans avec possibilité d’extension.  Ces clauses sont parfois plus favorables au consommateur que la garantie légale, mais elles lui sont aussi parfois moins favorables : dans ce cas, les juges censurent les dispositions restrictives et valident les dispositions extensives de garantie.  
L’acheteur, même sorti de la garantie conventionnelle (qui lui est nécessairement favorable), dispose toujours de la garantie légale des vices cachés.

## Mise en œuvre
Le vendeur n’est pas tenu de garantir les vices apparents (article 1642 du Code civil). Pour mettre en œuvre la garantie légale des vices cachés, il faut prouver l’existence :
- d'un vice ;
- d'un vice caché/occulte/ignoré (il ne doit pas être décelable lors de la vente malgré les vérifications d’usage ; inversement, le vendeur n'est pas tenu des vices apparents, c'est-à-dire ceux qu'une personne de diligence moyenne aurait découvert en procédant à des vérifications élémentaires) ;
- d'un vice grave, empêchant un usage normal du bien ou diminuer ses propriétés à tel point que l'acheteur ne l'aurait pas acheté ou en aurait offert un prix moindre s'il l'avait connu ;
- d'un vice antérieur à la vente même s’il s’est manifesté ultérieurement.

L’action en garantie contre les vices cachés doit être intentée par l’acheteur dans un délai de deux ans, à compter du jour où il a découvert l’existence du vice ou du défaut.

### La preuve d'un vice
Selon la doctrine matérialiste, le vice est une altération, une malformation de la chose qui peut retentir sur son utilisation. Le plus souvent, la preuve de l’existence du vice nécessitera une expertise (la preuve est difficile à apporter, d’autant plus si la chose est d’occasion).
« Dès lors qu’il y a un défaut rendant la chose impropre à son usage, seule la garantie des vices cachés est ouverte » (Civ. 1re ; 1997). Cette jurisprudence implique que, lorsque la chose a un vice, on ne peut plus se fonder ni sur la non-conformité, ni sur l’erreur ; cependant, l’action en garantie des vices cachés ne semble pas exclure le dol, ce qui permet de protéger le consommateur tout en sanctionnant la mauvaise foi du vendeur. « Le vice caché trouble l’utilisation normale de la chose » (Civ. 1re ; 2001).
La doctrine « dualiste » fait la distinction entre le défaut et le vice de la chose, contrairement à la doctrine « moniste ». La jurisprudence, depuis 1993, se rattache généralement à la conception « dualiste ».

### La preuve d'un vice caché
Le vice caché est un vice qu’un examen normalement attentif ne révèle pas, contrairement au vice apparent (qui une fois accepté, déchoie l’acheteur de toute action ultérieure) ou au vice apparu.
L’acheteur profane n’est tenu que d’un examen superficiel de la chose (le domaine des vices apparents est donc très réduit), tandis que l’acheteur professionnel est tenu d’un examen approfondi de la chose (le domaine des vices apparents est donc large).

### L'importance du vice justifiant l'indemnisation
Le vice est dit rédhibitoire lorsqu’il rend la chose impropre à l’usage –qui devient impossible ou d’une diminution telle que l’acheteur n’aurait pas acheté-. La gravité du dysfonctionnement se fait au regard de l’usage normal de la chose (par exemple, quelques pannes d’ordinateur ne sont pas rédhibitoires), à moins que l’acheteur ait précisé au vendeur qu’il souhaitait en faire un usage extraordinaire.

### Vice antérieur à la vente
Le vice doit être antérieur à la vente. Cette condition n’est pas visée par les textes mais découle du mécanisme de la garantie : le vendeur ne peut garantir que les défauts présents à la vente. La jurisprudence considère le moment du transfert de propriété. Souvent, il faudra une expertise pour que la condition d’antériorité soit prouvée. Le vice ne doit pas être la conséquence d’une mauvaise utilisation du produit par l’acheteur. La preuve de l’antériorité du vice peut se faire par tout moyen.

### Délai de prescription
« L'action résultant des vices rédhibitoires doit être intentée par l'acquéreur, dans un bref délai, suivant la nature des vices rédhibitoires, et l'usage du lieu où la vente a été faite. »

— Article 1648 du Code civil, version en vigueur du 16 mars 1804 au 18 février 2005

« L'action résultant des vices rédhibitoires doit être intentée par l'acquéreur dans un délai de deux ans à compter de la découverte du vice. »

— Article 1648 du Code civil, version en vigueur depuis le 18 février 2005

« Toutes les actions, tant réelles que personnelles, sont prescrites par trente ans, sans que celui qui allègue cette prescription soit obligé d'en rapporter un titre ou qu'on puisse lui opposer l'exception déduite de la mauvaise foi. »

— Ancien article 2262 du Code civil, en vigueur du 28 mars 1804 au 19 juin 2008

« Le report du point de départ, la suspension ou l'interruption de la prescription ne peut avoir pour effet de porter le délai de la prescription extinctive au-delà de vingt ans à compter du jour de la naissance du droit. »

— Article 2232 du Code civil, en vigueur depuis le 19 juin 2008, inédit

« Les obligations nées à l'occasion de leur commerce entre commerçants ou entre commerçants et non-commerçants se prescrivent par dix ans si elles ne sont pas soumises à des prescriptions spéciales plus courtes. »

— Article L.110-4 du Code de commerce, en vigueur du 4 janvier 1977 au 19 juin 2008

« Les obligations nées à l'occasion de leur commerce entre commerçants ou entre commerçants et non-commerçants se prescrivent par cinq ans si elles ne sont pas soumises à des prescriptions spéciales plus courtes. »

— Article L.110-4 du Code de commerce, en vigueur depuis le 19 juin 2008

#### Si la vente est civile
Trois hypothèses peuvent être distinguées:

##### La vente est conclue avant l'ordonnance du 17 février 2005
Application de l'article 1648 du Code civil. «Bref délai» à compter de la découverte du vice, ou, en cas d'action récursoire, de l'assignation.

##### La vente est conclue entre l'ordonnance du 17 février 2005 et la loi du 17 juin 2008
Application de l'article 1648 du Code civil. 2 ans à compter de la découverte du vice ou en cas d'action récursoire, de l'assignation.

##### La vente est conclue après la loi du 17 juin 2008
Application de l'article 1648 du Code civil. 2 ans à compter de la découverte du vice ou en cas d'action récursoire, de l'assignation.
Article 2232 du Code civil. 20 ans à compter du contrat de vente.

#### Si la vente est commerciale
Si au moins l'une des deux parties est commerçante.

##### La vente initiale est conclue avant la loi du 17 juin 2008

###### Le délai de l'article L.110-4 duCode de commercea été réduit par la loi du 17 juin 2008 de 10 à 5 ans.
Or, selon les dispositions transitoires de cette loi (article 26-2), les dispositions qui réduisent les délais de prescription s'appliquent à compter de l'entrée en vigueur de la loi sans que la durée totale de la prescription n'excède la durée prévue par la loi antérieure.
Par exemple, une vente est conclue le 1er juin 2000. Si l'on applique le nouveau délai à l'entrée en vigueur de la loi, le nouveau délai serait de 2008+5-2000=13 ans. Ce qui serait trop long. La loi prévoit donc arbitrairement d'arrêter le délai à 2000+10, en 2010.
Une vente est conclue en 2007. Si l'on applique le nouveau délai à l'entrée en vigueur de la loi, le nouveau délai serait de 2008+5-2007=6 ans. Ce qui est aussi trop long. La loi prévoit donc arbitrairement d'arrêter le délai à 2008+5, en 2013.
Dans tous les cas, cela revient à arrêter arbitrairement la prescription sur toute vente antérieure à 2008 à 2008+5=2013, précisément le 17 juin 2013.

###### La position de la Chambre commerciale et de la 1ère chambre civile
Pour l'action de l'acquéreur contre son vendeur, application de l'article 1648 du Code civil, 2 ans à compter de la découverte du vice, et de l'article L.110-4 du Code de commerce, 10 ans au maximum à compter de la vente initiale avec expiration de la prescription au plus tard en 2013.
Si action directe de l'acquéreur final contre le fabricant, idem.
Si action récursoire du vendeur final ou intermédiaire contre le fabricant, idem.

###### La position de la 3ème chambre civile
Idem, mais point de départ non au moment de la vente initiale mais au moment de l'assignation.

##### La vente initiale est conclue après la loi du 17 juin 2008

###### La position de la Chambre commerciale et de la 1ère chambre civile
Pour l'action de l'acquéreur contre son vendeur, application de l'article 1648 du Code civil, 2 ans à compter de la découverte du vice, et de l'article L.110-4 du Code de commerce, 5 ans au maximum à compter de la vente initiale avec expiration de la prescription au plus tard en 2013.
Si action directe de l'acquéreur final contre le fabricant, idem.
Si action récursoire du vendeur final ou intermédiaire contre le fabricant, idem.

###### La position de la 3ème chambre civile
Pour l'action de l'acquéreur contre son vendeur, application de l'article 1648 du Code civil, 2 ans à compter de la découverte du vice ou de l'assignation, et de l'article 2232 du Code civil, 20 ans à compter du contrat de vente.
La mise en œuvre de la garantie des vices cachés n'est donc plus restreinte à « un bref délai » depuis février 2005 : elle dure désormais deux ans. C’est une question de cas par cas. Auparavant, la jurisprudence considérait que le délai courait au moment de la vente. Désormais, elle considère le moment de la découverte du vice –où l’acheteur aura deux ans pour agir- ce qui est plus favorable à l’acheteur mais problématique pour le vendeur. Les juges du fonds déterminent le moment où l’acheteur a eu connaissance du vice.
Ce délai de prescription n’est pas préfix : il est susceptible d’être suspendu (par exemple si le vendeur fait preuve de lenteur) ou d’être interrompu (par exemple si l’acheteur fait une action en référé pour nommer un expert) ; cependant, le délai est toujours enfermé dans la période de droit commun de 5 ans (depuis la réforme du 17 juin 2008).
De plus, la loi du 17 juin 2008 prévoit la suspension de la prescription lorsque les parties décident de recourir à la conciliation ou à la médiation. Cette mesure, qui permettra aux parties de prendre le temps de dégager une solution amiable sans crainte de voir perdre ses droits à agir en justice,doit favoriser le recours aux modes alternatifs de règlement des conflits.

### Actions à la disposition de l’acheteur
L’acheteur qui souhaite agir en garantie des vices cachés dispose de l’action rédhibitoire, de l’action estimatoire et de l’action directe.

#### L'action rédhibitoire en annulation de vente
L'action rédhibitoire permet l'annulation (anéantissement rétroactif) de la vente. Le vendeur reprend la chose ; l’acheteur restitue la chose – sauf si celle-ci a été détruite par le vice ou le cas fortuit - et reprend le prix. Si la chose a été détruite autrement que par le vice ou le cas fortuit, l’action rédhibitoire n’est pas possible.

#### L'action estimatoire en dommages-intérêts
L'action estimatoire permet à l’acheteur de garder la chose viciée en recevant un dédommagement (articles 1645 et 1646 du Code civil). Il y a une distinction selon que le vendeur connaissait ou non le vice caché : s’il ne le connaissait pas, il devra au plus restituer le prix et les frais occasionnés à l’acheteur ; s’il le connaissait, il devra tous les dommages-intérêts (indemnisation de tous les dommages de l’acheteur, prévisibles ou imprévisibles ; cela dépasse la limite ordinaire de l’indemnisation contractuelle).

#### L'action directe
L'action directe permet à l’acheteur d’agir contre le grossiste ou le fabricant, en pratique en choisissant le plus solvable (le vendeur peut faire une action récursoire contre le fabricant, mais comme cela risque d’être long, la jurisprudence a permis à l’acheteur l’action directe en garantie des vices cachés). Dans ce cas, l’acheteur agit contre le débiteur de son débiteur et non contre son contractant ; c’est un mécanisme exceptionnel car contraire à l’effet relatif des contrats, il n’a pas été créé par la loi mais par la jurisprudence de la fin du XIXe siècle.
Le mécanisme de l'action se fonde sur le transfert de propriété et donc sur la théorie de l’accessoire, c’est pour cela que sa portée en est limitée.
L’action directe, dans les ensembles contractuels, est fonction de l'existence de groupes de contrats (qui ont un objectif commun) ou de chaînes de contrats (qui ont le même objectif et la même qualification dans une chaîne homogène mais un objectif et une qualification différente dans une chaîne hétérogène).
Dans les années 1980, il y a eu une divergence entre la 1re Chambre civile et la 3e Chambre civile : la 3e Chambre civile cantonnait l’action directe aux chaînes de contrats, tandis que la 1re Chambre civile l’acceptait même dans les groupes de contrats. Puis le 12 juillet 1991, l’arrêt Besse de l’assemblée plénière de la Cour de cassation vient rappeler l’impossibilité de l’action directe dans le groupe de contrat, en se fondant sur le principe de l’effet relatif des contrats.
L’action en garantie des vices cachés est une action contractuelle qui remonte éventuellement jusqu’au fabricant. Cela a deux inconvénients : la multiplication des procès ; le blocage possible de l’action récursoire. C’est pourquoi la jurisprudence a admis que l’acquéreur final puisse agir en garanties des vices cachés contre n’importe lequel des vendeurs (y compris le vendeur initial –fabricant et non détaillant-). Mais alors que des arrêts dans les années 1980 (tels que  l’arrêt Civ. 1re ; 9 octobre 1989) ont dit que cette action était « nécessairement contractuelle » et privait donc l’acheteur de toute action délictuelle dans les chaînes de contrats de ventes, l’arrêt Besse de 1991 casse le mécanisme fondé sur les groupes de contrat en affirmant l’absence de lien contractuel entre un entrepreneur et sous-traitant, rappelant ainsi le principe de l’effet relatif du contrat.
Un arrêt de 1982 admet que l’action directe puisse être rédhibitoire ou estimatoire (auparavant, la jurisprudence estimait qu’elle ne pouvait pas être rédhibitoire). Si le vendeur n’a pas été payé, seule l’action estimatoire est possible car l’action rédhibitoire reviendrait à lui faire rendre ce qui ne lui a pas été donné. En pratique, le fabricant (ou grossiste ou autre) ne peut indemniser que ce qu’il a payé, et qui est généralement très inférieur à ce qu’ont payé les contractants intermédiaires ; l’acheteur devra donc mettre en œuvre d’autres actions pour obtenir réparation.
Une clause limitant l’action directe peut être valable selon la Cour de cassation, mais seulement dans le contrat conclu par le défendeur et non dans le contrat conclu par le demandeur : les tribunaux prennent en considération le premier contrat.

## Comparaison avec la Convention de Vienne
Une partie des garanties du droit français dans la vente — dont la garantie d’éviction — est englobée dans la garantie unique et générale de la Convention de Vienne : le vendeur doit garantir le type, la quantité, le conditionnement et d’autres éléments prévus au contrat (quand ce n’est pas prévu au contrat, cela doit être conforme aux usages) ; la chose doit être exempte de tout droit dont l’acheteur ne serait pas au courant.
Similitudes avec les garanties françaises :
- le défaut ne doit pas être connus de l’acheteur
- le défaut doit être antérieur au transfert des risques
- le fait de ne pas dénoncer les défauts apparents entraîne la déchéance des actions en garantie des défauts apparents
- l’acheteur doit dénoncer les défauts dans un délai aussi bref que possible (mais dans la Convention de Vienne, « dénoncer » signifie alerter le vendeur tandis qu’en droit français il signifie agir en justice)
- en cas d’inexécution importante, essentielle, la vente est nulle et résiliée
- en cas d’inexécution accessoire, l’acheteur est simplement indemnisé

La gravité de l’inexécution est jugée eu égard aux conséquences néfastes pour l’acheteur. La Convention de Vienne ne parle pas des clauses exonératoires : il revient à la loi nationale de les autoriser ou non.

## Différence avec les défauts de conformité
Sémantiquement, un « défaut » est moins grave qu'un « vice ». Le législateur et la jurisprudence se sont ainsi appliqués à distinguer ces deux termes.
Il existe une législation spécifique aux défauts de conformité : avant 2016, six mois de recours, et depuis, deux ans, mais à partir de la date de la vente. En revanche, en matière de vices cachés, le point de départ des deux ans pour exercer un recours est celui de la détection du vice.
Les bases légales diffèrent également : en schématisant, le Code de la consommation protège contre les défauts et le Code civil contre les vices. 